# 10282 Emilykramer
10282 Emilykramer este o planetă minoră (asteroid), cu un diametru de 3,087 km, din centura de asteroizi. A fost descoperită pe 2 martie 1981 la Observatorul Siding Spring de Schelte J. Bus și a fost numită după Emily A. Kramer⁠(d). 
Obiectul prezintă o orbită caracterizată de o semiaxă mare de 2,7370299 UAi, o excentricitate de 0,09, o înclinație de 2,06894 ° în raport cu ecliptica.